# Clusia aymardii
Clusia aymardii är en tvåhjärtbladig växtart som beskrevs av J.J. Pipoly. Clusia aymardii ingår i släktet Clusia och familjen Clusiaceae. Inga underarter finns listade i Catalogue of Life.